# Sự trỗi dậy và suy tàn của Đế chế thứ ba – Lịch sử Đức Quốc Xã
Sự trỗi dậy và suy tàn của Đế chế thứ ba – Lịch sử Đức Quốc Xã (nguyên tác tiếng Anh: The Rise and Fall of the Third Reich: A History of Nazi Germany) là một quyển sách của nhà báo William L. Shirer ghi chép về biên niên sử trỗi dậy và suy tàn của Đức Quốc Xã, từ lúc Adolf Hitler ra đời năm 1889 đến thời điểm chiến tranh thế giới thứ hai kết thúc ở châu Âu vào năm 1945. Xuất bản lần đầu tại Hoa Kỳ năm 1960 bởi NXB Simon & Schuster, đây là một bestseller trên lãnh thổ Hoa Kỳ và châu Âu, tại Tây Đức doanh thu tốt nhưng đồng thời cũng nhận nhiều chỉ trích. Quyển sách được giới báo chí săn đón, và nhận được các phản hồi đa chiều từ các sử gia trong giới hàn lâm.
Dựa trên những tài liệu của Đức Quốc Xã mà tác giả thu thập được, nhật ký của Bộ trưởng Tuyên truyền Joseph Goebbels, Tướng Franz Halder, Ngoại trưởng Ý Galeazzo Ciano, bằng chứng cùng lời khai tại tòa án Nürnberg, báo cáo của Bộ Ngoại giao Anh, cũng như 6 năm thu thập thông tin của chính tác giả khi hành nghề nhà báo, đưa tin về Đức Quốc Xã cho các tờ báo United Press International (UPI) và CBS Radio. Những bản đầu tiên được in thành 4 tập tách rời, sau này được gộp lại và xuất bản thành một quyển sách dày.

## Nội dung
Trong quyển sách, Shirer lý giải rằng tiến trình lịch sử Đức từ Martin Luther đến Adolf Hitler đã diễn ra hợp lý như thế nào, còn việc Hitler lên nắm quyền là một biểu hiện của tính cách dân tộc Đức, không phải là một ý thức hệ chủ nghĩa toàn trị vốn thịnh hành rộng rãi trên nhiều quốc gia vào những năm 1930. Shirer tóm tắt góc nhìn của mình: "Trong chiều dài lịch sử Đức... đã biến việc phục tùng các nhà cai trị đương thời một cách mù quáng thành đức tính cao nhất của con người Đức, đồng thời đặt sự phục vụ lên hàng đầu."

## Đón nhận

### Thành công
Xuất bản vào ngày 17 tháng 10 năm 1960, The Rise and Fall of the Third Reich bán được hơn 1 triệu bản bìa cứng trên lãnh thổ Hoa Kỳ, hai phần ba số đó là thông qua dịch vụ trả phí định kỳ Book of the Month, cũng như một triệu bản bìa mềm. Quyển sách trở thành một bestseller thắng giải National Book năm 1961 cho hạng mục sách phi hư cấu và giải Carey Thomas (của tạp chí Publishers Weekly) cho thể loại phi hư cấu. Năm 1962, bộ series của tạp chí Reader's Digest thu hút thêm được 12 triệu độc giả. Trong New York Times Book Review, sử gia Hugh Trevor-Roper khen ngợi đây là "một công trình sáng giá về học thuật, phương pháp luận có tính khách quan, phán xét chín chắn, các kết luận là tất nhiên." Quyển sách được dịch thành nhiều ngôn ngữ khác trên thế giới, bán chạy tại các nước Liên hiệp Anh, Pháp và Ý; tại Tây Đức thì bán chạy trong vòng vài tháng song song với việc bị chỉ trích.
Được giới nhà báo công nhận là một quyển sách sử hay cùng thành công và sự nổi tiếng đều khiến Shirer bất ngờ.

### Đánh giá
The Rise and Fall of the Third Reich không những bị chỉ trích gay gắt mà còn làm dấy lên các tranh cãi chính trị tại Tây Đức. Phê bình gay gắt nhất đến từ những người bất đồng với khái niệm Sonderweg hay thuyết "từ Luther đến Hitler". Tại Tây Đức, Sonderweg gần như bị chối bỏ, người ta thiên về khuynh hướng rằng Đức Quốc Xã là một trường hợp chủ nghĩa toàn trị trỗi dậy tại nhiều quốc gia. Giáo sư sử học Rosenfeld khẳng định rằng quyển sách đã bị các nhà sử học Đức nhất trí lên án trong những năm 1960, được coi là nguy hiểm đến mối quan hệ giữa Tây Đức và Hoa Kỳ, có thể châm ngòi cho tư tưởng bài Đức ở Hoa Kỳ.
Klaus Epstein nhận định rằng quyển sách có "bốn thất bại lớn": hiểu biết thô sơ về lịch sử Đức, thiếu cân bằng, bỏ qua những đoạn nối quan trọng, thiếu hiểu biết về chế độ toàn trị thời hiện đại, không đề cập đến các nghiên cứu mới đây về thời kỳ Đức Quốc Xã.
Kết luận bài đánh giá của mình, Wiskermann nhận xét: "[quyển sách] không đủ tính học thuật và viết không đủ tốt để đáp ứng các nhu cầu học thuật cao hơn... Quá dài và cồng kềnh... Nhưng ông Shirer đã soạn ra một quyển cẩm nang... mà chắc chắn sẽ có ích." Từ bài phê bình trên trang nhất của tờ New York Herald – Tribune Book Review, sử gia Gordon A. Craig của ĐH Princeton cho rằng cuốn sách quá dày và "thiếu cân bằng".
35 năm sau khi xuất bản, nhà hoạt động LGBT Peter Tatchell chỉ trích thái độ của Shirer với người đồng tính ― nhiều lần mô tả thái độ này là biến thái, kiến nghị rằng hành văn của quyển sách cần được biên tập lại và phải đề cập đến việc người đồng tính bị khủng bố tại Đức Quốc Xã. Trong hợp tuyển The Hegel Myths and Legends (1996) của triết gia Jon Stewart, quyển sách này được liệt kê là một tác phẩm đã tuyên truyền "truyền thuyết" về triết gia Georg Wilhelm Friedrich Hegel.
Sử gia Richard J. Evans, tác giả của bộ The Third Reich Trilogy: "là một tác phẩm lịch sử phổ quát dễ đọc về Đức Quốc Xã", "có thành công âu cũng là có lí do". Evans cho rằng Shirer sáng tác ngoài luồng hàn lâm chính thống và rằng giới học thuật sử thời đó không biết gì về những ghi chép của Shirer.

## Ấn bản
- ISBN 0-671-72868-7 (bìa mềm của NXB Simon & Schuster, Hoa Kỳ, 1990)
- ISBN 0-09-942176-3 (bìa mềm của NXB Arrow Books, Liên hiệp Anh, 1990)
- Ấn bản Folio Society (bìa cứng, 2004)
- ISBN 84-7069-368-9 (bìa cứng của NXB Grupo Océano, 1987 SP)
- Bản dịch tiếng Việt: bìa cứng của NXB Tri thức, 2008;[23] bìa cứng của NXB Thông tin và Truyền thông, 2018.

### Phim tài liệu
- The Rise and Fall of the Third Reich trên Internet Movie Database
- The Rise and Fall of the Third Reich tại AllMovie